# Best of Hilary Duff
Best of Hilary Duff è una raccolta di Hilary Duff, pubblicato l'11 novembre 2008 dall'etichetta discografica Hollywood Records.
Si tratta del secondo disco della cantante realizzato in Europa, dopo il successo di Hilary Duff, precedente album omonimo della cantante; Il cd contiene tutti i singoli degli album della cantante mai pubblicati in Italia (Metamorphosis, Dignity e Most Wanted).

## Il disco
La versione per gli Stati Uniti dell'album, pubblicata nel 2008, contiene tutti i singoli della cantante che sono entrati nella classifica Billboard, due inediti (Reach Out, sample di Personal Jesus dei Depeche Mode, e Holiday) e i loro rispettivi remix. Inizialmente l'uscita del Best Of era prevista per il 23 settembre negli Stati Uniti e per il 10 ottobre in Europa, per poi essere rimandate rispettivamente all'11 novembre e al 23 gennaio 2009.
La versione per l'Europa dell'album contiene le stesse tracce della versione statunitense e cinque remix mai pubblicati.
Il primo singolo estratto dalla raccolta è stato Reach Out, la cui distribuzione è avvenuta prima negli Stati Uniti e dal 15 dicembre in Europa.

## Tracce
Versione statunitense
1. Reach Out
2. Holiday
3. Stranger
4. With Love
5. Play with Fire
6. Dignity
7. Wake Up
8. Fly
9. Come Clean (2008 Remix)
10. So Yesterday
11. Why Not
12. Beat of My Heart
13. Reach Out (Richard Vission Remix)
14. Holiday (Remix)

Versione europea
1. Reach Out
2. Holiday
3. Stranger
4. With Love
5. Play with Fire
6. Dignity
7. Wake Up
8. Fly
9. Come Clean (2008 Remix)
10. So Yesterday
11. Why Not
12. Beat of My Heart
13. Reach Out (Richard Vission Remix)
14. Holiday (Remix)
15. Stranger (Smax & Gold Club Remix)
16. With Love (Bimbo Jones Remix)

Download digitale
1. Reach Out
2. Holiday
3. Stranger
4. With Love
5. Play With Fire
6. Dignity
7. Wake Up
8. Fly
9. Come Clean (2008 Remix)
10. So Yesterday
11. Why Not
12. Beat of My Heart
13. Reach Out (Richard Vission Remix)
14. Holiday (Remix)
15. Stranger (Smax & Gold Club Remix)
16. With Love (Bimbo Jones Remix)
17. Dignity (Richard Vission Remix)
18. Stranger (Vission Vs Aude Remix)